# 이모요캉

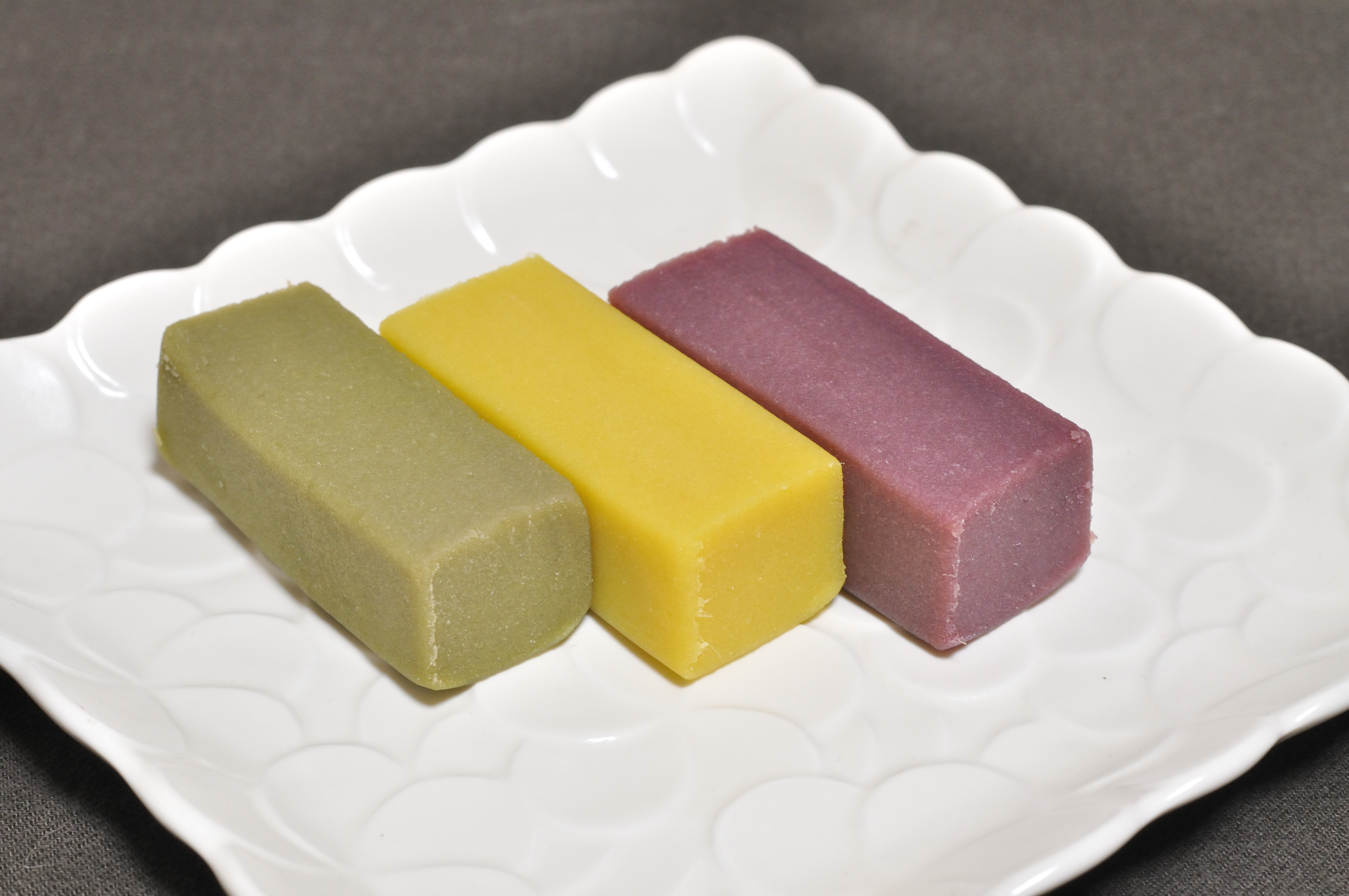

이모요캉(일본어: 芋羊羹)은 고구마를 주원료로 반죽한 과자이다. 고구마를 쪄서 뜨거울 때 설탕을 반죽 혼합한 사각형의 형태에서 냉장 굳히는 것이 일반적인 요리 방법이다. 고구마를 찌는 대신 삶거나, 설탕 외에 소량의 소금 등을 첨가하기도 한다. 현재 이모요캉은 일본 전국에 널리 퍼져 있으며, 사이타마현 가와고에시 등 고구마 산지의 명산품으로도 사랑 받고 있다. 한국어로는 고구마 양갱 정도로 번역할 수 있다.